# Safaretjos de Pelagalls
Els Safaretjos de Pelagalls és una obra de Pelagalls, al municipi dels Plans de Sió (Segarra), inclosa a l'Inventari del Patrimoni Arquitectònic de Catalunya.

## Descripció
Es tracta dels safaretjos del nucli situats a la dreta de la Plaça de l'Església. Consten de dos safaretjos realitzats amb paredat arrebossat i lloses de pedra inclinades a la part superior també amb un arrebossat superior amb incisions geomètriques. Presenten una coberta superior, realitzada posteriorment amb pilastres de maó i bigues superiors de formigó.